# Синдром кувады
Синдром кувады (иногда симпатическая беременность) — психогенные и психосоматические нарушения, которые испытывает близкий к беременной женщине человек (чаще всего — муж, реже — отец или другой близкий родственник будущей роженицы). Термин Couvade произошёл от глагола фр. couver, означающего «высиживать птенцов» или «насиживать яйца», впервые употреблён антропологом Тайлором в 1865 г. при описании соответствующих ритуальных практик.

## Симптоматика
Симптомы могут включать снижение, парарексиия или повышение аппетита, частые запоры или, наоборот, поносы, утреннюю слабость, практически ежедневную тошноту и рвоту натощак или при запахе или виде какой-либо определённой пищи, боль внизу живота и/или поясницы. Чаще всего имитация «дискомфорта беременности» происходит именно со стороны пищеварительной системы.
Симптомы начинаются у мужа обычно на третьем месяце беременности жены и достигают своего пика к последнему месяцу беременности или к началу родов.

## Распространённость
По данным W. H. Trethowan и M. A. Conlon, данный симптомокомплекс в той или иной степени переживают около 11 % мужчин детородного возраста.

## Причины
Причины возникновения состояния вызывают споры в научном сообществе: различают мнения о его психосоматической и биологической природах.